# رشيد ياسين
رشید یاسین عبّاس الرّبيعي (1 يوليو 1931 - 30 أبريل 2012) صحفي وشاعر وناقد أدبي وأستاذ جامعي عراقي. ولد في بغداد وأكمل تعليمه الابتدائي والثانوي فيها. ثم تابع تعلميه في علوم المسرح في بلغاريا فنال البكالوريوس، وحاصل على شهادة الدراسات العليا في الفلسفة وعلم الجمال من جامعة صوفيا. انخرط في السياسة الوطنية منذ بداية خمسينيات وعاش في سوريا لاجئًا سياسيًا من 1955 حتى 1958. عمل في الصحافة البغارية ثم في مجلة الموقف الأدبي والجندي السورية ومشاورًا درامياً، ثم مستشاراً للشؤون الفنيّة في دائرة السينما والمسرح في العراق. ثم مستشارًا لمجلة آفاق عربية. بدأ بنشر قصائده منذ أواسط الأربعينيات وكان من أوائل الذين جددوا في إيقاع القصيدة العربية وبنيتها. من دواوينه الشعريّة أوراق مهملة 1972 والموت في الصحراء 1986 والدمية الحزينة. غادر العراق إلى اليمن في 1997 أستاذاً في جامعة صنعاء ثم في 2004 إلى الولايات المتحدة أستاذاً للغة العربية في جامعة ميشيغان - ديربورن. سكن في سانت لويس و توفي بها ودفن في ليماي بمقبرة بارك لون.

## سنواته الأولى
ولد رشيد ياسين عباس في بغداد في 1 يوليو 1931 أو يقال 7 يناير 1929 وتاريخ ميلاده الدقيق غير معروف، وهو الأكبر من ستة أطفال. كان والده شيعيًا ومن عشيرة الربيعة وحفارًا جيدًا تابع العديد من المشاريع التجارية، بما في ذلك استيراد السلع المنزلية.
أنهى رشيد ياسين دراسته الابتدائية والثانوية في بغداد. كان أحد الأقارب البعيد له وزيرًا حكوميًا، وشجعت عائلته على الالتحاق بكلية الحقوق والحصول على وظيفة حكومية. لكنه عرف منذ المدرسة الثانوية أن لديه موهبة في الشعر واستقال من كلية الحقوق في سنته الثانية. خلال هذا الفترة، بدأ نشاطه السياسي وانضم إلى المظاهرات، شارك في معارضات العراقية الوطنية ضد بريطانيا.

ثم ذهب رشيد ياسين إلى سوريا، حيث عمل في صحافة أدبية وسياسية. التقى هناك بمحمد مهدي الجواهري . كما التقى زوجته الأولى. عاد إلى الوطن بعد الثورة العراقية عام 1958 التي أطاحت بالملكية الهاشمية العراقية. غادر العراق في عام 1961. بعد ذلك بعامين، استولى حزب البعث على حكومة العراقية.

واصل تعليمه في بلغاريا، أتم دراسته العالية في معهد الفنون المسرحية في صوفيا عام 1969 ثم حصل على ما يعادل الماجستير من المعهد نفسه عام 1971. نال شهادة الدكتوراه في العلوم الفلسفية من جامعة صوفيا. لم يعتمد على الحزب الشيوعي البلغاري.

انتقل إلى سوريا، حيث طلق هو وزوجته ثم إلى بيروت. غادر لبنان في عام 1976 عندما نشبت الحرب الأهلية. ثم عاد إلى العراق، وتزوج مرة أخرى. عاد في وقت لاحق إلى بلغاريا لإنهاء الدكتوراه بعد سقوط النظام الشيوعي .

## مهنته
بدأ مهنته الإعلامية من جريدة الجبهة الشعبية عام 1950 ثم أصبح مسؤولاً عن الصفحة الأدبية في جريدة النبأ اليومية البغدادية في العام التالي. عمل في مجلة الجندي السورية منذ سنة 1956 حتى ثورة الرابع عشر من تموز 1958. عمل مترجماً ومذيعاً في إذاعة صوفيـا بلغاريا خلال الأعوام 1963 - 1969. عمل محرراً في مجلة الموقف الأدبي الصادرة عن اتحاد الكتاب العرب في دمشق خلال عامي 1972 - 1973. كان الناقد الأدبي لجريدة المحرر اللبنانية خلال الأعوام 1973 - 1976. عمل رئيساً للقسم الثقافي في جريدة بيروت من عام 1974 حتى عام 1976. عمل رئيساً للقسم الثقافي في جريدة الجامعــة الصادرة عن وزارة التعليم العالي عام 1989. 

وفي الإدارة الثقافية والفنية عمل رشيد ياسين رئيساً لقسم الأبحاث والوثائق المسرحية في المؤسسة العامة للسينما والمسرح في بغداد من 1976 حتى 1980. أصبح المشاور الدرامي للمؤسسة المذكورة حتى عام 1983. أصبح المستشار الفني لمؤسسة السينما والمسرح حتى عام 1985. كان مستشارا للمؤسسة العامة للشؤون الثقافية من عام 1985 حتى 1988. 

ثم عادر العراق وعين أستاذاً للأدب العربي في جامعة صنعاء اليمن خلال الفترة من عام 1997 حتى عام 2004. عمل أستاذاً للغة العربية في جامعة مشيغان (ديربورن) الأميركية عام 2005 ثم أحال نفسه إلى التقاعد.

كان عضواً في اتحاد الأدباء العراقيين وعضو شرف في اتحاد الأدباء اللبنانيين، وحضر عدداً من المؤتمرات الأدبية التي انعقدت في القطر، وكانت له مناظرات في الصحافة الأدبية حول نظرية الفن والمسرح.

## وفاته
توفي رشيد عباس ياسين في 30 أبريل 2012 في منزله في سانتران ويست إند بسانت لويس ودفن في ليماي بمقبرة بارك لون بولاية ميزوري الأمريكية. وقال ابنه الدكتور نبيل ياسين من سانت لويس إنه تم تشخيص حالته في عام 2009 بالشلل التدريجي فوق النووي.

## مؤلفاته
ترجم الأعمال الأدبية والدراسات عن الإنكليزية والبلغارية إلى العربية. نشر شعره ودراساته في الصحف والمجلات العراقية والعربيّة كما نشر من الترجمات والدراسات النظرية والمقالات النقدية في الأدب والمسرح وعلم الجمال. من مؤلفاته:
- أوراق مهملة، مجموعة شعریة، اتحاد الكتاب العرب فی دمشق، 1972.
- الموت في الصحراء، مجموعة شعریة، عن دار الشؤون الثقافیة فی بغداد، 1986.
- من أوراق يوليسس في رحلة الضياع، مجموعة شعریة، دار الخیال اللبنانیة فی بیروت، 2002.
- دعوة إلی وعي الذات، دراسات ومقالات نقدیة فی المسرح، اتحاد الكتاب العرب فی دمشق، 2000
- فارس الموت، مجموعة شعریة، مركز عیادی للدراسات والنشر فی صنعاء، 2004.
- الثعلب الذي فقد ذيله، دراسات نقدیة فی الشعر والشعراء، مركز عبادی للدرارسات والنشر فی صنعاء، 2004.

## وصلات خارجية
- في موقع ديوان
- في بوابة الشعراء